# Helena Söderblom
Helena Söderblom, född Öman 1981 i Uppsala, är en svensk författare. Hon har en bakgrund som ledarskribent, talskrivare och presschef.

## Källhänvisningar
1. ↑  ”Helena Söderblom”. Idus förlag. https://idusforlag.se/forfattare/helena-soderblom/. Läst 14 november 2023.
2. ↑  ”Security World Market: Ny presschef på SOS Alarm”. www.securityworldmarket.com. 17 mars 2016. https://www.securityworldmarket.com/se/Nyhetsarkiv/ny-presschef-pa-sos-alarm. Läst 14 november 2023.
3. ↑  Söderblom, Helena (2024). Tänk som en prepper (Första upplagan). Idus förlag. ISBN 978-91-8092-295-1. Läst 3 februari 2025